# Колокольчик повислый
Колоко́льчик пови́слый, или колоко́льчик поника́ющий (лат. Campanula pendula) — вид цветковых растений рода Колокольчик (Campanula) семейства Колокольчиковые (Campanulaceae).

## Ботаническое описание
Двулетнее или короткоживущее многолетнее корневищное травянистое растение. Стебли олиственные, ветвистые, слегка свисающие, многочисленные, голые или бархатистые, 20—40 см высотой, у основания несколько деревянистые.
Листья яйцевидные, ярко-зелёные, голые или слегка бархатистые, с округлыми зубцами по краю; нижние с довольно длинными и тонкими черешками, сердцевидные, яйцевидные, островатые или острые, до 7 см длиной, а верхние стеблевые — сидячие, схожие по форме с нижними, но суженные в клиновидное основание.
Цветки беловатые, опушённые, в метельчатом соцветии по одному—три, с короткими бархатистыми цветоножками. Зубцы опушённой чашечки ланцетные, значительно длиннее трубки, на плодах сильно разрастаются и остаются на коробочке. Они в два раза короче колокольчатого венчика, достигающего 3 см в длину и поделенного на яйцевидные острые лопасти. Тычиночные нити сильно опушённые, с перепончатым рыжим основанием. Пыльники всегда срастаются между собой. Столбик пестика нитевидный, от основания и почти до вершины волосистый, с тремя также нитевидными рыльцами.
Плод — яйцевидная, угловатая коробочка. Семена многочисленные, яйцевидные, лоснящиеся.
Хромосомный набор 2n = 34.

## Распространение и местообитание
Эндемик Северного Кавказа.
Произрастает в трещинах скал.

## Хозяйственное значение и применение
Растение иногда выращивают декоративное садовое растение в неформальных садах, на бордюрах, клумбах. Идеальные условия для роста растения — солнце или полутень, плодородная, хорошо дренированная нейтральная или щелочная почва. Имеются сведения, что растение ядовито.

## Охрана
Вид включён в Красную книгу Республики Адыгея, Краснодарского края и Грузии.

## Синонимика
По данным The Plant List на 2013 год, в синонимику вида входят:
- Campanula alliariifolia Rchb., nom. illeg.
- Campanula antiqua (Kolak.) Kolak. & Serdyuk.
- Campanula transcaucasica (Sommier & Levier) Kolak. & Serdyuk.
- Symphyandra antiqua Kolak.
- Symphyandra pendula (M.Bieb.) A.DC.
  - Symphyandra pendula var. transcaucasica Sommier & Levier
- Symphyandra transcaucasica (Sommier & Levier) Grossh.[8]